# Julio Gil Pecharromán
Julio Gil Pecharromán (Madrid, 1955) es un historiador español. 

## Biografía
Estudió Historia y Periodismo en la Universidad Complutense de Madrid (UCM), de la que fue profesor durante ocho años. En 1987 pasó a la Universidad Nacional de Educación a Distancia (UNED) como profesor titular de Historia Contemporánea. Ha sido director del Departamento de Historia Contemporánea, director del Centro Territorial de la UNED en la Comunidad de Madrid y vicerrector de dicha universidad. Su línea de investigación se centra en la historia política española del siglo xx y, más concretamente, en los partidos de la derecha. Como docente, enseña historia contemporánea de Europa.
Ha colaborado en diversas obras colectivas y es autor de numerosos artículos sobre historia casi española y europea contemporánea. Considera a Carlos Seco Serrano (del que fue ayudante de cátedra), a José María Desantes Guanter y a Javier Tusell (colaborador) como personas clave en su trayectoria.
Ha publicado una docena de libros sobre la historia política de la España del siglo XX.

## Obras
- Renovación Española. Una alternativa a la Segunda República (1985).
- Conservadores subversivos. La derecha radical alfonsina, 1914-1936 (1994).[2]
- La Segunda República española (1995).
- José Antonio Primo de Rivera. Retrato de un visionario (1996).[3]
- José María Albiñana y el Partido Nacionalista Español, 1930-1937 (2000).
- Historia de la Segunda República española (1931-1936) (2002).[4]
- Историја Шпаније (Historia de España) en colaboración con Fe Bajo Álvarez (2003).
- Niceto Alcalá-Zamora. Un liberal en la encrucijada (2005).[5]
- Con permiso de la autoridad. La España de Franco (1939-1975) (2008).
- La política exterior del franquismo (1939-1975). Entre Hendaya y El Aaiún (2008).[6]
- Europa Centro-oriental contemporánea (siglos XIX y XX) (2010).
- Historia de la integración europea (2011).
- El Movimiento Nacional, 1937-1977. Del partido único a Alianza Popular (2013).[7]
- La estirpe del camaleón. Una historia política de la derecha en España, 1937-2004 (2019). (Ed. Taurus)
- Estrategias de supervivencia. Franquismo y política exterior (1939-1975), Madrid, Marcial Pons, 2022.
- Los años republicanos (1931-1936). Reforma y reacción en España (2023). (Ed. Taurus)